# Solanum lasiocladum
Solanum lasiocladum är en potatisväxtart som beskrevs av Sandra Diane Knapp. Solanum lasiocladum ingår i släktet skattor som ingår i familjen potatisväxter. Inga underarter finns listade i Catalogue of Life.